# Ес-Тренк

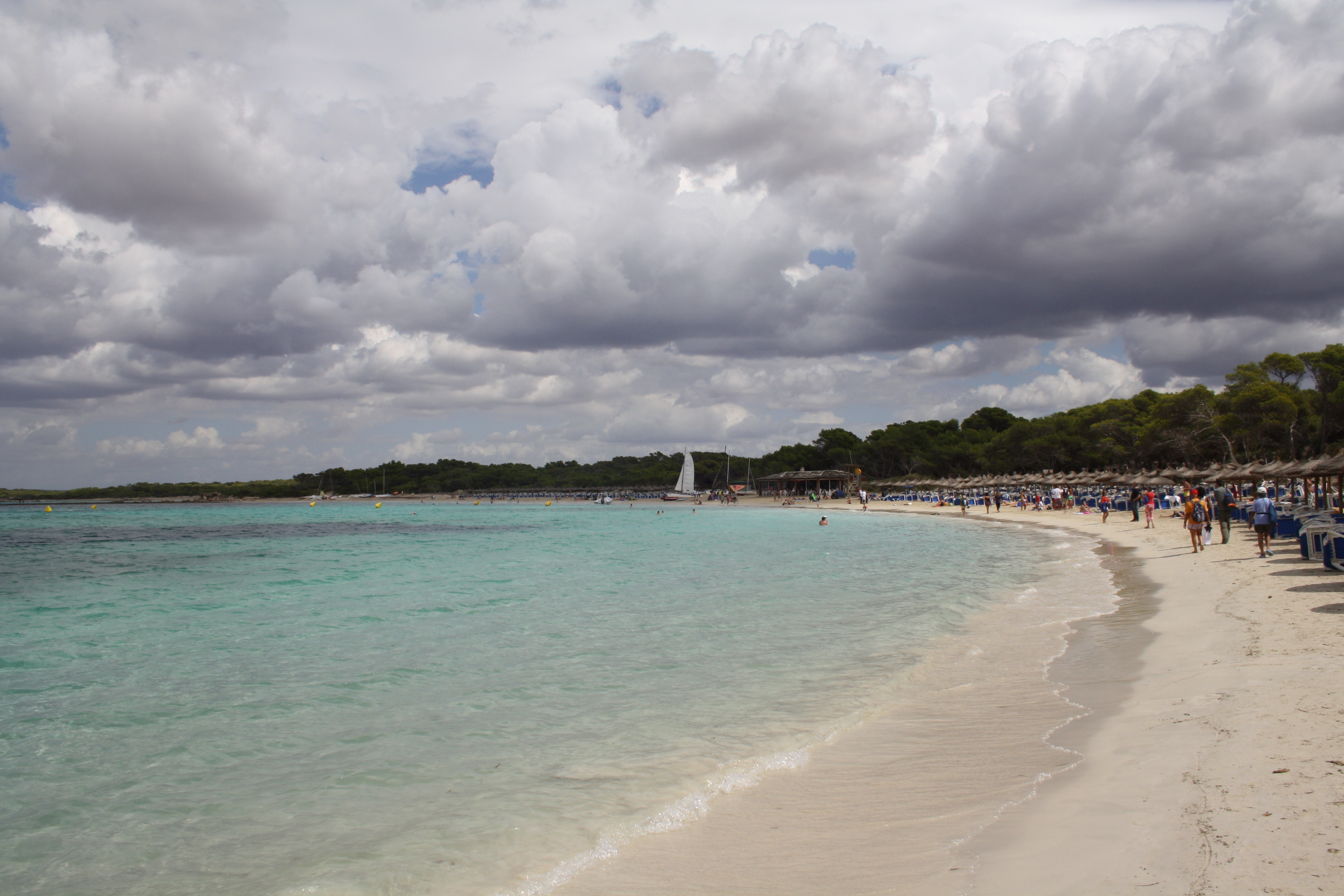
Пляж Ес-Тренк

Ес-Тренк (кат. Es Trenc) або Пладжа-д'ес-Тренк (кат. Platja d'es Trenc) — пляж на острові Мальорка (Балеарські о-ви, Іспанія). Розташований у 6,5 км від курорту Колонія-де-Сант-Жорді у південній частині острова у муніципалітеті Кампос.
Ес-Тренк є останнім великим піщаним пляжем, що добре зберігся на Мальорці. Разом з ес-Калобрар-де-Кампос займає територію у 1 492 га, що охороняється.
Пляж має білий, дрібнозернистий пісок, пологий схил, зону для нудистів, а також систему природних дюн, яка відокремлює пляж від соляного району і земель сільськогосподарського призначення, а також водно-болотні угіддя, на яких зустрічається 171 вид орнітофауни.
На пляжі розміщуються ресторани і туалети.
Характеристика
- Довжина — 1 900 м
- Ширина — 22 м
- Тип пляжу — природний, склад — піщаний
- Доступ — пішоходний
- Рівень відвідуваності — високий
- Користувачі — місцеві жителі
- Умови для купання — помірні хвилі
- Рятувальна служба — так
- Доступ для людей з омеженими можливостями — ні
- Якірна зона — ні